# Cirrha Niva
Cirrha Niva is een Nederlandse progressieve-metalband. De band werd in 1993 opgericht door huidig gitarist Rob Willemse en oud-gitarist Peter Vennema.

## Geschiedenis
Na de oprichting en na het opnemen van de demo's “Alighieri's Roots” en “After the Darkness” kwam in 1997 in eigen beheer het debuutalbum The Mirror World Dimension uit. Enkele jaren later vond er een wissel plaats van de toenmalige zanger Erik Smits en drummer Jack Puijker. De zangkunst werd vanaf november 1997 waargenomen door Arnold Kloek.
In januari 1998 traden Tommy White op drums en Wilbert van den Broek op keyboard toe. In deze bezetting volgden de studioalbums No More Psychosis, Enter the Future Exit en de rockopera Liaison de La Morte.
Het conceptalbum Liaison de La Morte uit 2001 werd geschreven door gitarist Rob Willemse en bestaat uit zeven hoofdstukken. Deze rockopera combineerde horror en romantiek en werd in operastijl gebracht met kostuums, schmink en choreografie. De Stichting Fonds voor Amateurkunst en de Stichting Brabant Pop in samenwerking met de provincie Noord-Brabant waren officiële sponsors van de productie.
In 2002 ontving Cirrha Niva van het Nationaal Pop Instituut (NPI) een toersubsidie om de rockopera op te kunnen voeren op het internationale muziek-, kunst- en lifestylefestival Wave-Gotik-Treffen in Leipzig, Duitsland. 
De rockopera stond in verschillende Nederlandse kernpodiums en in de Broerenkerk te Zwolle tot er in 2003 een eind kwam aan de voorstellingen.
Na Liaison de La Morte bleven alleen oprichter en gitarist Rob Willemse en drummer Tommy White actief in de band. Nieuw in de formatie waren zowel zanger Legrand als gitarist Carlo Heefer en bassist Daniel Huijben.
In deze bezetting nam de band in 2009, wederom in eigen beheer, hun album For Moments Never Done op, wederom met wereldwijde distributie door The End records en in de Benelux door de distributietak van Suburban Records.
Aan het album werkten zanger Robin de Groot (Chiraw), zangeres Manda Ophuis (Nemesea), toetsenist Joost van den Broek (After Forever), saxofonist Bouke Visser en Yuval Kramer (Amaseffer) mee.
In 2016 nam de band het album 'Out Of The Freakshow' op in Split Second Studio met producers Bouke de Groot en Jochem Jacobs in een bezetting met oprichter/gitarist Rob Willemse, zanger Legrand en gitarist Carlo Heefer. Nieuw in de bezetting zijn bassist Michel Steenbekkers en drummer Nathanael Taekaema welke al voor de opnames de drumstokken overdroeg aan drummer Robert van Kooij. Carlo Heefer verliet de band en is vervangen door gitarist Richard van der Linden. Het album verscheen op 2LP en CD en is door Suburban Distribution gedistribueerd. Artwork door Blacklake (Tilburg). Gastmuzikanten: Devon Graves (Psychotic Waltz), Lisette van den Berg (Scarlet Stories) en Eric van Ittersum (keyboards).
De bandnaam is gebaseerd op De goddelijke komedie van Dante Alighieri en is een verbastering van de woorden Cirrha en Nisa, de twee toppen van de berg Parnassus die in het verhaal voorkomen.
De band heeft getoerd met buitenlandse bands als Lacuna Coil (IT), Evergrey (SW), Pain of Salvation (SW), Planet X (USA), Skyclad (UK) en Crimson Glory (USA).

## Discografie

### Albums
| Album met eventuele hitnotering(en) in de Nederlandse Album Top 100 | Datum van verschijnen | Datum van binnenkomst | Hoogste positie | Aantal weken | Opmerkingen |
| ------------------------------------------------------------------- | --------------------- | --------------------- | --------------- | ------------ | ----------- |
| After the Darkness (demo)                                           | 1992                  |                       |                 |              | Demo        |
| Alighieri’s Roots (demo)                                            | 1993                  |                       |                 |              | Demo        |
| The Mirror World Dimension (album)                                  | 1997                  |                       |                 |              |             |
| No More Psychosis (demo)                                            | 1998                  |                       |                 |              |             |
| Enter the Future Exit (minialbum)                                   | 1999                  |                       |                 |              |             |
| Liaison de la Morte (album)                                         | 2001                  |                       |                 |              |             |
| For Moments Never Done (album)                                      | 2009                  |                       |                 |              |             |
| Out of the Freakshow (album)                                        | 2016                  |                       |                 |              |             |